# Vinícius e Tom

Vinícius e Tom, os mascotes oficiais dos Jogos Olímpicos e Paralímpicos de Verão de 2016.

Vinícius foi o mascote oficial dos Jogos Olímpicos, e Tom foi o mascote oficial dos Jogos Paralímpicos de Verão de 2016. Ambos os eventos foram realizados no Rio de Janeiro, Brasil. Os mascotes foram criados pela empresa de animação Birdo, com sede em São Paulo, que foi selecionada por um processo nacional de licitação iniciado em novembro de 2012. O design do Vinícius representa a vida selvagem brasileira, enquanto o design de Tom representa a vida vegetal brasileira.
Apenas foram aceitas propostas dos mascotes criadas por empresas de design, ilustração, animação e publicidade do Brasil. Os projetos finais foram selecionados por unanimidade em agosto de 2013 por um painel de juízes composto por profissionais de mídia e representantes de várias organizações Olímpicas. Eles foram revelados ao público, sem nomes, em 23 de novembro de 2014. Após uma votação on-line de três semanas que terminou em 14 de dezembro de 2014, o público nomeou os dois mascotes em homenagem a Vinicius de Moraes e Tom Jobim, os co-escritores da canção de bossa nova de 1962 "Garota de Ipanema".
A mídia envolvendo os mascotes inclui várias mercadorias e uma série de curtas de animação de dois minutos que foram transmitidos na Cartoon Network Brasil. Os bichos de pelúcia de Vinícius foram fornecidos aos treinadores durante os eventos de luta olímpica para lançar no ringue quando desejavam desafiar uma decisão de um árbitro, uma prática que muitos observadores acharam humorística. Todos os medalhistas paraolímpicos receberam um bicho de pelúcia de Tom, com as folhas na cabeça de Tom da mesma cor que suas respectivas medalhas. Alguns observadores elogiaram a aparência dos mascotes, enquanto outros os consideraram de "aparência estranha".

## Criação e designação
Em novembro de 2012, o Comitê Organizador lançou o edital para o concurso que escolheria o mascote dos Jogos Olímpicos e Paralímpicos no Rio de Janeiro, Brasil. O concurso envolveu empresas de design, ilustração, animação e publicidade exclusivamente do Brasil, a fim de garantir um "design com sabor brasileiro." Durante o processo, diretores do festival de cinema brasileiro Anima Mundi atuaram como consultores. Os organizadores do Rio 2016 enviaram às agências envolvidas uma lista de dezessete diretrizes, entre as quais:
"os mascotes precisam refletir a cultura local, mas também devem ser universalmente compreendidos; eles devem estar alinhados com a direção da marca dos logotipos Rio 2016 e com os valores dos movimentos Olímpicos e Paraolímpicos; eles devem representar valores universais, como amizade, respeito e jogo limpo; eles devem falar com as crianças em particular, mas também ressoar com os adultos."
Os organizadores selecionaram três projetos de mascotes propostos e os submeteram a uma pesquisa de percepção com crianças de seis a doze anos no Rio de Janeiro e em São Paulo. Os organizadores apresentaram cada um dos três potenciais mascotes às crianças, que desconheciam que os projetos eram candidatos a serem os mascotes do Rio 2016 e só contavam sobre seus traços de ficção e traços de personalidade. As crianças responderam com comentários como "Este é o meu amigo", "Este tem cabelo legal" e "Aquele que parece bobo." Os organizadores usaram os comentários das crianças para melhorar o design dos mascotes propostos.
E vai ser tem mesmo utilizado Princesas do Mar
Em agosto de 2013, foi formado um painel de juízes para selecionar os mascotes oficiais, composto por representantes dos organizadores do Rio 2016, do Comitê Olímpico Internacional, do Comitê Olímpico Brasileiro e do Comitê Paralímpico Brasileiro, juntamente com profissionais nas áreas de animação, ilustração, publicidade e pesquisa de mercado. Os juízes escolheram por unanimidade um conjunto de dois mascotes, um para os Jogos Olímpicos e outro para os Jogos Paraolímpicos, criados pela Birdo, uma empresa de animação baseada em São Paulo. A Birdo e os organizadores começaram então a criar conteúdos com os mascotes, mantendo o trabalho em segredo.
Em 22 de novembro de 2014, em preparação para a revelação, os organizadores do Rio 2016 realizaram uma coletiva de imprensa em que os trajes dos mascotes dos Jogos Olímpicos e Paralímpicos anteriores visitaram o Rio de Janeiro para conhecerem os novos mascotes dos Jogos Rio 2016. Os mascotes foram revelados ao público em 23 de novembro de 2014, com os nomes a serem determinados por uma votação pública on-line. Os participantes tinham três opções: "Oba e Eba"; "Tiba Tuque e Esquindim", "tiba" do tupi-guarani e que significa "bastante", "tuque" vem do batuque, e "esquindim" é uma referência à ginga brasileira; "Vinícius e Tom" são os nomes do poeta e letrista Vinicius de Moraes e do compositor Tom Jobim. Em 24 de novembro de 2014,  os mascotes apareceram publicamente com seus trajes pela primeira vez no Ginásio Experimental Olímpico Juan Antonio Samaranch, uma escola no Rio motivada pelas Olimpíadas de Verão de 2016 e criada para jovens atletas talentosos. Após um período de votação de três semanas, os nomes "Vinícius e Tom" venceram "Oba e Eba" e "Tiba Tuque e Esquindim" em 14 de dezembro de 2014, totalizando 44% dos 323 327 votos.

## Características

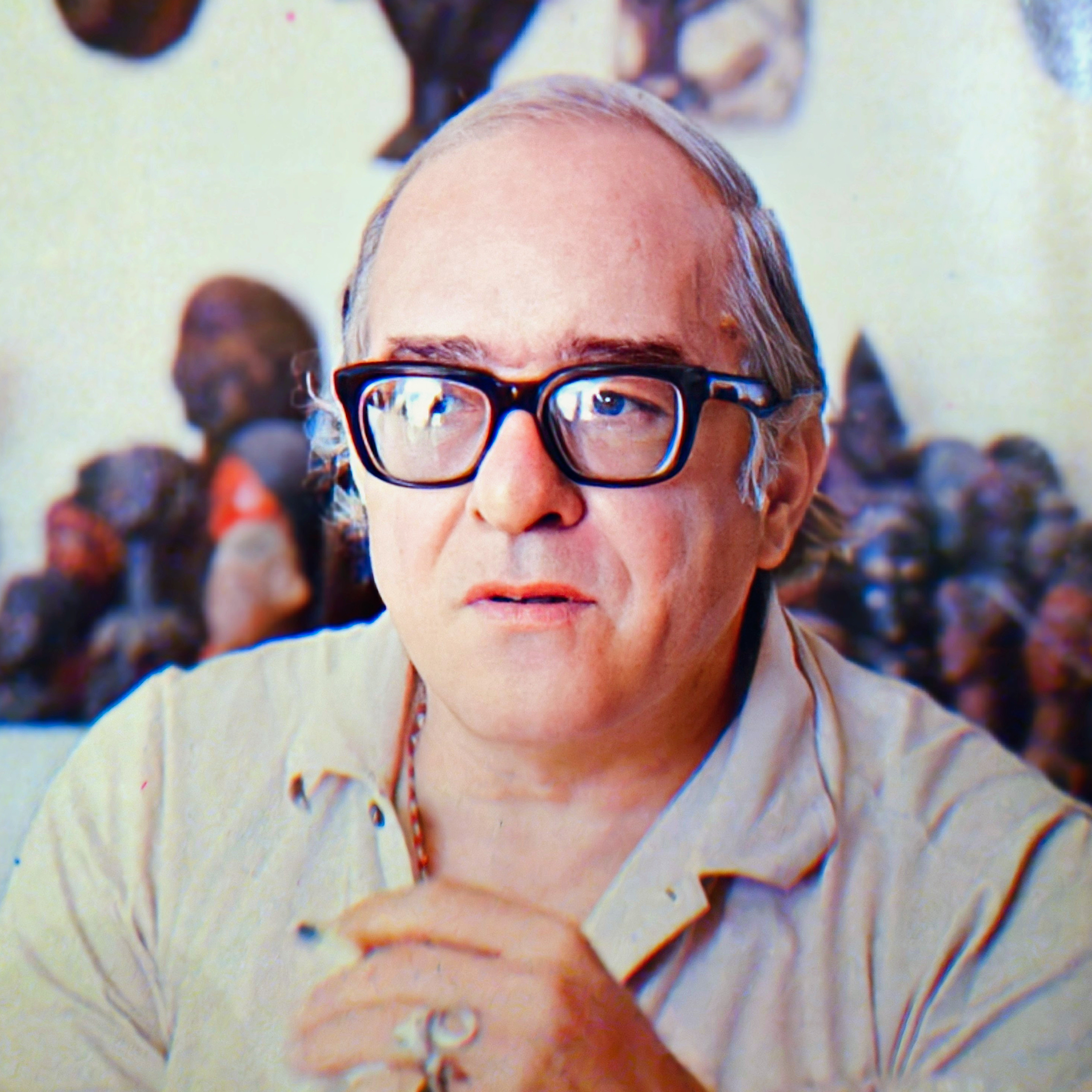
Letrista e poeta brasileiro Vinicius de Moraes (1913–1980), homônimo do mascote Olímpico de 2016.

Vinícius, homenageando o letrista Vinicius de Moraes, foi o mascote Olímpico. O design de Vinicius representa a fauna selvagem brasileira, combinando "a agilidade dos gatos, o balanço dos macacos e a graça dos pássaros." Os braços e as pernas do personagem podem se esticar por distâncias ilimitadas. Sua missão é "espalhar alegria em todo o mundo e celebrar a amizade que floresce entre pessoas de todo o mundo" nos Jogos Olímpicos. O site do governo federal brasileiro descreveu Vinícius como: "representa a diversidade dos animais do país – conta com a agilidade dos felinos, o gingado dos macacos e a leveza dos pássaros. Tem o olfato apurado, capaz de farejar aventuras, e uma audição que ajuda a encontrar as torcidas mais animadas."
Tom, homenageando o músico Tom Jobim, foi o mascote Paraolímpico. Seu design representa a flora brasileira. Qualquer objeto pode ser puxado das folhas da cabeça de Tom. Sua missão é "inspirar todos a usar criatividade e determinação para sempre chegar mais longe e se divertir." Tom foi descrito por uma publicação oficial como: "é uma mistura da flora brasileira - está sempre crescendo e superando obstáculos. Como embaixador dos Jogos Paraolímpicos, vai ensinar as pessoas a buscarem dentro de si o que têm de melhor."
De acordo com suas histórias ficticiosas, Vinicius e Tom "nasceram da alegria dos brasileiros" depois que o Comitê Olímpico Internacional selecionou o Rio de Janeiro para sediar os Jogos Olímpicos e Paraolímpicos de 2016. A diretora da marca, Beth Lula, afirmou que os mascotes tinham como objetivo refletir a diversidade da cultura e das pessoas do Brasil. Os homônimos dos mascotes, Vinicius de Moraes e Tom Jobim, co-escreveram a canção de bossa nova de 1962 "Garota de Ipanema".

## Uso do Vinícius em eventos de luta olímpica

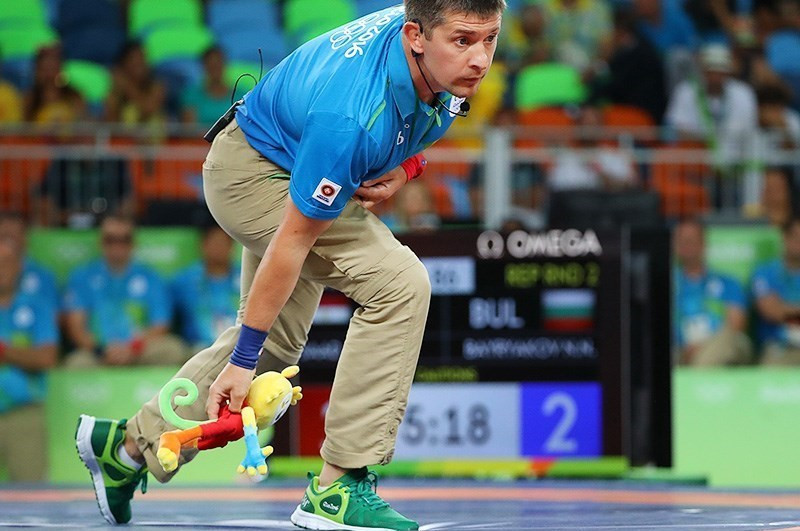
Um árbitro da luta greco-romana masculina de 85 kg pega um bicho de pelúcia de Vinícius, jogado por treinadores no ringue no Rio 2016 para desafiar as decisões dos árbitros.

Na luta livre, os treinadores podem desafiar a decisão de um árbitro jogando um "objeto suave" predeterminado no ringue. Embora este seja normalmente um tijolo de espuma, as regras de luta livre não especificam qual objeto macio deve ser usado. Durante os eventos de luta Olímpica de 2016, os organizadores dos jogos forneceram aos treinadores bichos de pelúcia macios de Vinícius para jogar no ringue quando desejavam desafiar uma decisão. Um treinador de um lutador recebia um bicho de Vinícius com uma camisa vermelha, enquanto o treinador do oponente recebia um com uma camisa azul.
Muitos observadores acharam a prática bem-humorada. Luke Meredith, escritor da Associated Press, escreveu que "já levou a alguns momentos divertidos em que um treinador, enfurecido com uma decisão contra seu lutador, teve que pegar um pequeno bicho de pelúcia e jogá-lo através do tapete para chamar a atenção do árbitro." Os comentaristas da NBC Sports, em sua cobertura Olímpica, começaram a se referir a Vinícius como "o mascote do desafio." Dustin Nelson, um escritor de notícias para o site Thrillist, escreveu que o mascote tirou "um pouco da raiva de um desafio." Jason Bryant, comentarista da luta livre nas Olimpíadas de 2016, ficou um pouco surpreso ao ver a prática nas Olimpíadas, dada a ênfase no "protocolo", mas ele finalmente comentou que não importa qual o objeto é utilizado, particularmente se tem significado cultural para o local da competição. O treinador Mike Maliconico argumentou que a prática não pertence aos Jogos Olímpicos, afirmando: "O destino de um dos meus atletas que vem treinando para esse momento específico há quatro anos trava no equilíbrio do erro de um árbitro. E eu tenho um bicho de pelúcia nas minhas mãos."

## Mídia

### Curtas animados

Logo do desenho Vinicius e Tom - Divertidos por Natureza.

Uma série de curtas de aventura animados, chamada Vinicius e Tom – Divertidos por Natureza, começou a ser transmitida no Cartoon Network Brasil em 5 de agosto de 2015. Os curtas também foram disponibilizados para exibição no site oficial, bem como no YouTube. A série é composta por 32 episódios de dois minutos cada, sendo a terceira série de desenhos animados de televisão baseada em mascotes Olímpicos e a primeira desses desenhos animados criada nas Américas. O desenho acompanha Vinícius e Tom enquanto vivem em florestas e cidades brasileiras. Na série, os mascotes são ocasionalmente acompanhados pelas Irmãs Cariocas: Bela, Sol, e Vida.
A série foi projetada para promover os mascotes. Dona da Cartoon Network, a Turner Broadcasting System investiu US$ 750.000 na série. A Cartoon Network ajudou na coprodução, tendo ganho um concurso aberto realizado pelos organizadores do Rio 2016 para selecionar um colaborador para a série. A diretora da marca, Beth Lula, afirmou que os mascotes "são um dos principais métodos para envolver o público com os Jogos. O desenho animado lhes dará vida, reforçando o vínculo emocional do público com o evento." Embora a série foi dirigida a crianças, Sylmara Multini, diretora de licenciamento e varejo do Comitê Organizador Rio 2016, afirmou que também atrairia adultos.

### Mercadoria

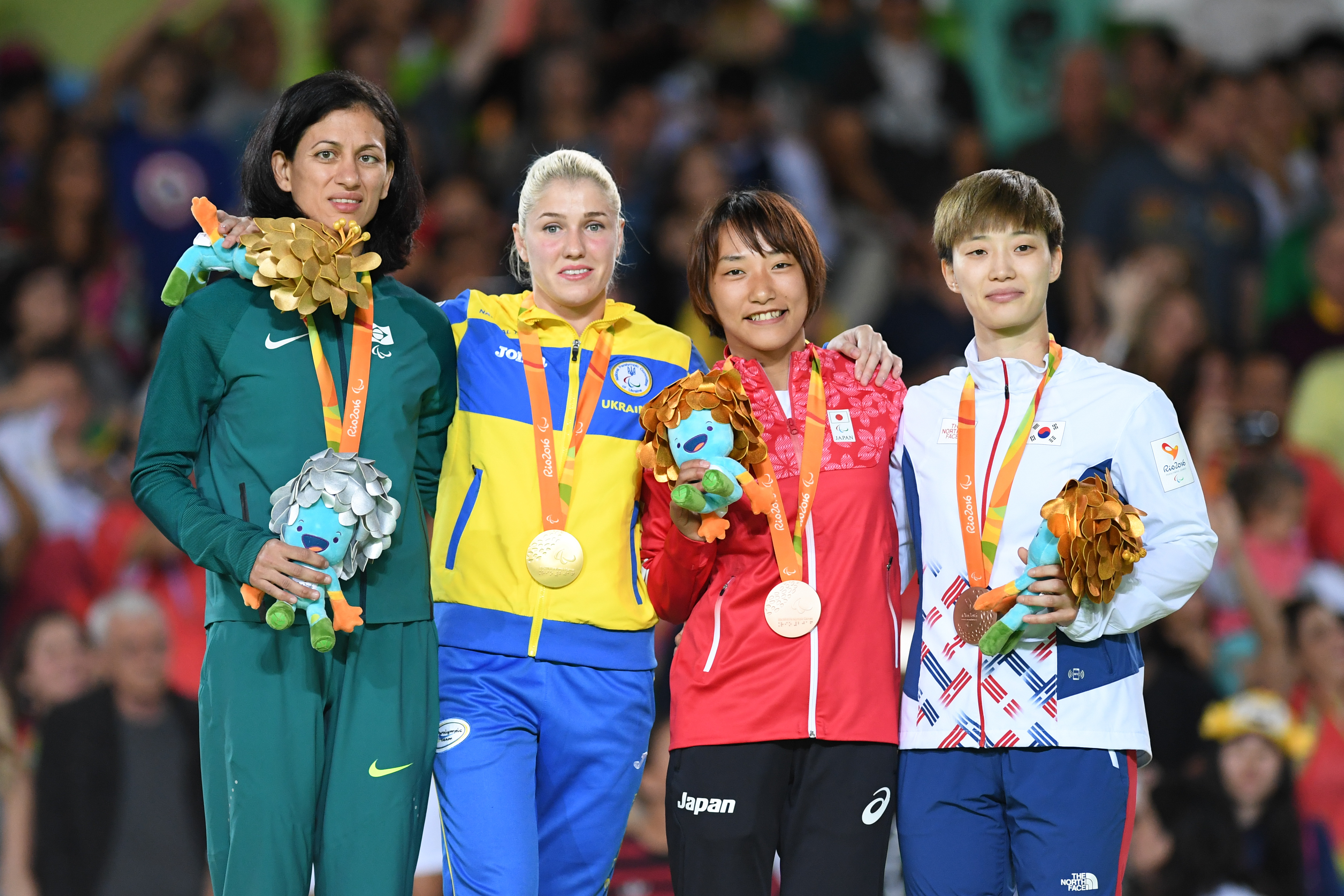
As medalhistas paraolímpicas no judo feminino de 57 kg segurando bicho de pelúcia de Tom, com as folhas na cabeça de Tom coloridas para corresponder a suas medalhas.

Os mascotes foram incluídos entre as mercadorias dos Jogos do Rio 2016, que iam desde um kit de lego até bonecos de tamanho real. Durante os eventos Paraolímpicos, os medalhistas receberam bichos de pelúcias de Tom, cujas folhas nas cabeças foram coloridas em ouro, prata ou bronze para corresponderem às suas medalhas. O kit de lego com Vinícius e Tom representou a primeira vez que a Lego fez uma versão comercial dos mascotes oficiais dos Jogos. Um funcionário de uma loja de mercadorias do Rio 2016 comentou que os mascotes eram "de longe, a coisa mais popular... Crianças e adultos, todos os amam, especialmente Vinícius, ele é o favorito."
O Comitê Organizador Rio 2016 originalmente estimou que os mascotes poderiam representar 25% das vendas de mercadorias licenciadas no Rio. No geral, as vendas de mercadorias foram 11% maiores do que as metas originais, de acordo com o porta-voz do Rio 2016, Mario Andrada. Dois produtos, um chapéu na forma da cabeça de Vinícius e um par de Havaianas com Vinícius, eram, respectivamente, os itens de mercadoria mais vendidos durante as Olimpíadas de verão de 2016.
Relatando para a emissora estatal Televisão Central da China (CCTV), Lucrécia Franco comentou que a mercadoria dos mascotes, entre outras mercadorias Olímpicas, contribuiu para fortalecer as relações comerciais entre a China e o Brasil.

## Receptividade

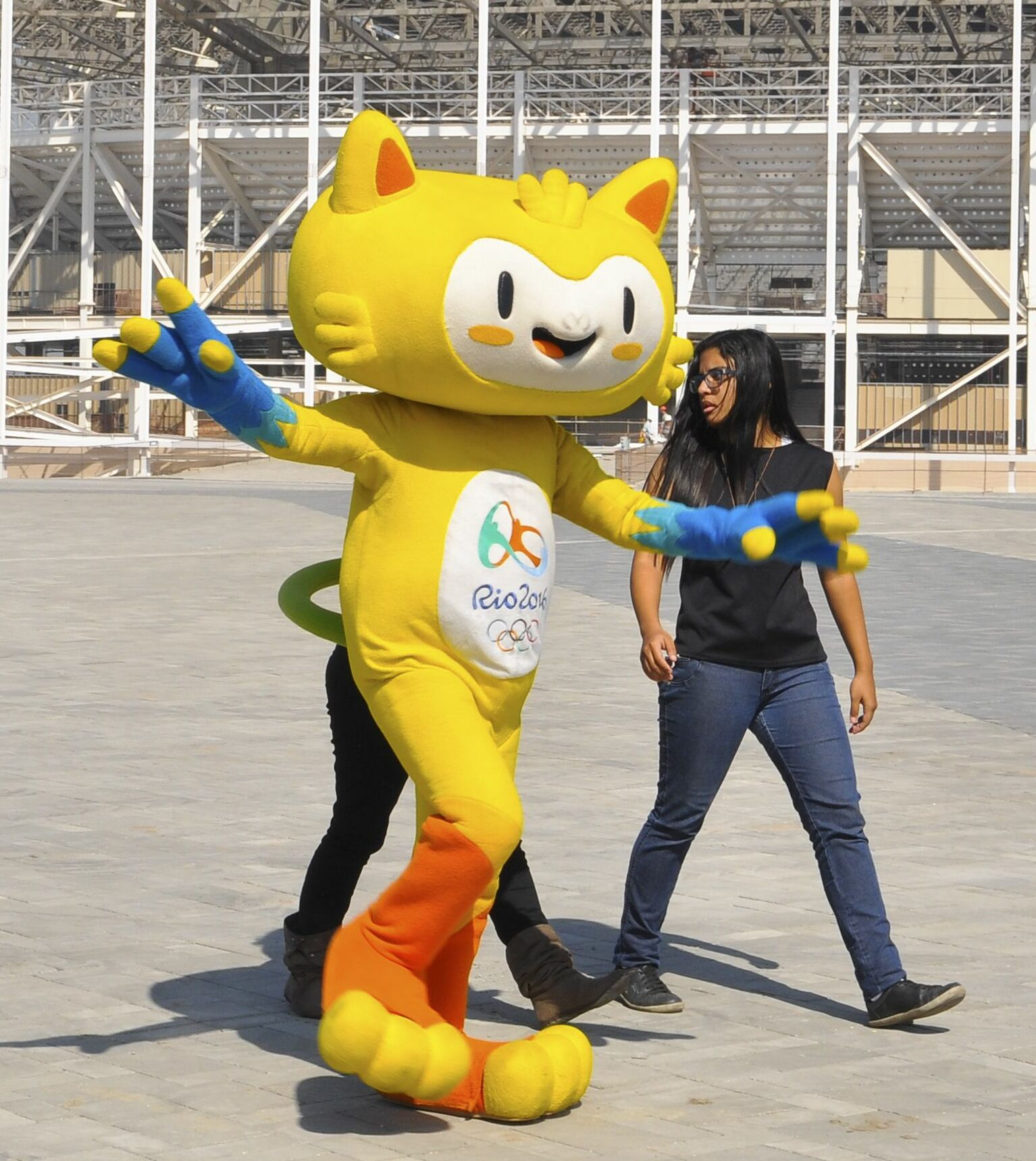
Vinícius no Parque Olímpico da Barra da Tijuca.

Julia Glum, em um artigo no International Business Times, escreveu que "o mascote para os Jogos Olímpicos é quase sempre de aparência estranha, e o Rio de Janeiro não é exceção. ... embora eles não sejam, de longe, os animais Olímpicos mais loucos que existam..." Em um artigo publicado pela Mic, Brianna Provenzano referiu os mascotes como "adoráveis", descrevendo sua aparência como "doce e simples" e destacando seus simbolismos para os animais e plantas do Brasil. No entanto, Charlotte Wilder, uma escritora na coluna de esportes do USA Today, não ficou impressionada com o design de Vinícius, afirmando: "Quem foi responsável por criar essa criatura de mãos e pés enormes, fez exatamente o que parece, que é misturar um monte de animais, personagens de videogames e desenhos animados [...]." Robert John Young, professor de conservação da fauna selvagem na Universidade de Salford, criticou o Rio 2016 por não capitalizar a proteção ambiental ao "inventar" mascotes em vez de usar espécies animais reais. Young também criticou os organizadores por não terem disponibilizado um nome feminino na votação pública.

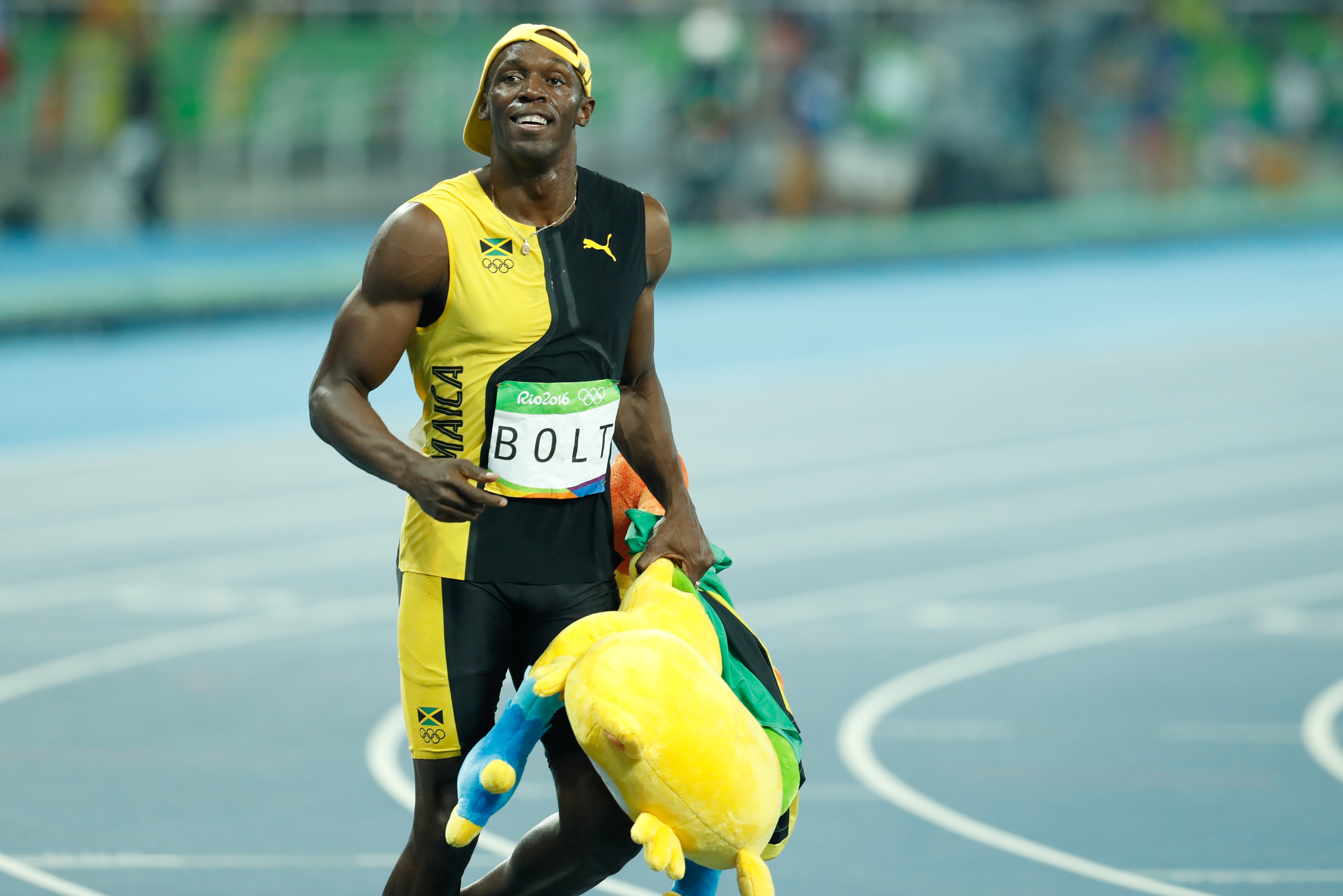
Usain Bolt carrega um bicho de pelúcia de Vinícius depois de ganhar o evento masculino de 100 metros.

Por outro lado, Carlos Merigo escreveu no site brasileiro B9 que os mascotes traziam "a atmosfera colorida, amorosa e divertida que marcou os mascotes Olímpicos ao longo das décadas", chamando-lhes de um "retorno às origens" na sequência da "falta de forma" de Wenlock e Mandeville, os mascotes das Olimpíadas de Verão de 2012 em Londres. Neha Prakash, escrevendo no site de mídia digital Mashable, afirmou que, em comparação com o "terror" dos mascote das Olimpíadas de Inverno de 2014, Vinícius e Tom "são mais indecentes à nostalgia do que o pesadelo." Múltiplos observadores compararam o estilo artístico dos mascotes com o da franquia Pokémon, enquanto Stephen Wood, em um artigo sobre a história dos mascotes Olímpicas publicado por Paste, comparou-os ao estilo de Adventure Time, uma série de desenho animado norte-americana. Em um artigo publicado sobre o mascote não oficial dos Jogos Olímpicos de Verão de 2000, Fatso the Wombat, no blog de cultura do Slate, Matthew Dessem escreveu que não havia problemas gritantes com os mascotes quando comparados aos mascotes Olímpicos anteriores: "Como os melhores mascotes Olímpicos de outrora, Vinícius e Tom são bem adaptados para brinquedos de pelúcia e acordos de licenciamento e serão completamente esquecidos dentro de um ano." Leila Cobo, em um artigo publicado pela Billboard, elogiou os organizadores do Rio 2016 por "celebrar a música de maneira alegre e profunda" ao nomear o mascote Olímpico em homenagem a Vinicius de Moraes.

## Nota
- Este artigo foi inicialmente traduzido, total ou parcialmente, do artigo da Wikipédia em inglês cujo título é «Vinicius and Tom», especificamente desta versão.